# اليوم العالمي للتعاونيات
اليوم العالمي للتعاونيات هو احتفال سنوي للحركة التعاونية يُحتفل به في أول سبت من شهر يوليو منذ عام 1923 من قبل التحالف التعاوني الدولي.
في 16 ديسمبر 1992 أعلنت الجمعية العامة للأمم المتحدة في القرار 47/90 أن أول سبت من يوليو 1995 هو اليوم الدولي للتعاونيات، وبمناسبة الذكرى المئوية لتأسيس التحالف التعاوني الدولي.
كل عام تتفق المؤسسات المنظمة على موضوع للاحتفالات، فمثلا كان موضوع عام 2010 هو " تمكين المرأة"، لتتزامنه مع الذكرى الخامسة عشر لمؤتمر بكين.